# اندی کران (بازیکن فوتبال)
اندی کران (انگلیسی: Andy Curran؛ زادهٔ ۵ ژوئیه ۱۸۹۸) بازیکن فوتبال اهل بریتانیا است.
از باشگاه‌هایی که در آن بازی کرده‌است می‌توان به باشگاه فوتبال آکرینگتون استنلی، باشگاه فوتبال ساندرلند، و باشگاه فوتبال بلکپول اشاره کرد.